# Emil Grallert
Emil Grallert (1848 - 1923) foi cônsul alemão em Zanzibar de 1877 a 1884. Ele era filho de Anastasius Grallert e Johanna Pabst, tendo nascido em Hamburgo, em 21 de novembro de 1848. Ele morreu em 16 de janeiro de 1923.